# Трифаново (Вологодская область)
Трифаново — деревня в Вашкинском районе Вологодской области.
Входит в состав Ивановского сельского поселения, с точки зрения административно-территориального деления — в Ивановский сельсовет.
Расстояние по автодороге до районного центра Липина Бора — 60 км, до центра муниципального образования деревни Ивановская — 5 км. Ближайшие населённые пункты — Ларино, Мытчиково, Ушаково.
По переписи 2002 года население — 18 человек.